# 天主教佩魯賈-皮耶韋城總教區
天主教佩魯賈-皮耶韋城總教區（義大利語：Arcidiocesi di Perugia-Città della Pieve），是罗马天主教在意大利中部翁布里亚大区设立的一个教区，1882年由佩鲁贾教区升格为佩鲁贾总教区。1972年开始有附属教区。1986年与皮耶韋城教区合并。現任輔理主教為馬爾谷·薩爾維。